# جورج أ. لوندبيرغ
جورج أ. لوندبيرغ (بالإنجليزية: George A. Lundberg)‏ هو عالم اجتماع أمريكي، ولد في 3 أكتوبر 1895 في فيردل في الولايات المتحدة، وتوفي في 14 أبريل 1966 في سياتل في الولايات المتحدة.